# Shady Records
Shady Records — американский лейбл звукозаписи, который основал рэпер Эминем совместно со своим менеджером Полом Розенбергом в 1999 году.

## История
Первыми подписанными исполнителями были участники группы D12, с которыми Эминем был знаком с начала 90-х годов. В июне 2001 года выходит их дебютный альбом Devil’s Night, возглавивший чарт Billboard 200. В том же году был заключен контракт с детройтским рэпером Оби Трайсом, Эминем познакомился с ним через участника D12 Bizarre.
Во время работы над фильмом «8 Миля», Эминем знакомится с малоизвестным в то время нью-йоркским рэпером 50 Cent, и послушав его записи, предлагает Dr. Dre поработать с перспективным исполнителем. Dr. Dre понравилось это предложение, и 50 Cent был подписан на Shady Records и Aftermath Entertainment. Саундтрек к фильму «8 Миля» был вторым альбомом выпущенным Shady Records, и оказался очень успешным.
Следующим релизом Shady Records стал вышедший в феврале 2003 года альбом 50 Cent Get Rich or Die Tryin’ (совместно с Aftermath Entertainment), ставший самым быстро продаваемым дебютным альбомом за всю историю. Через полгода вышел дебютный альбом Оби Трайса Cheers, имевший коммерческий успех, но оставшийся в тени 50 Cent.
В конце 2003 года Dr. Dre и Эминем заинтересовались микстейпами рэпера из Атланты, Stat Quo. Stat Quo стал вторым исполнителем, после 50 Cent, подписанным одновременно на Shady и Aftermath. В 2004 году выходит второй альбом D12, D12 World. В том же году Эминем и Пол Розенберг совместно с «Sirius Satellite Radio» организуют хип-хоп радиостанцию «Shade 45», на которой отсутствует цензура. DJ Green Lantern получил возможность вести собственное шоу, но после скандала в 2005 году был вынужден покинуть Shady Records.
В течение следующих двух лет выходят альбомы The Massacre 50 Cent, Second Round’s on Me Оби Трайса и сборник Eminem Presents: The Re-Up. На лейбл подписываются рэперы Cashis и Bobby Creekwater. В 2007 году Cashis выпускает мини-альбом The County Hound EP. В сентябре 2007 года разгорается соперничество между 50 Cent и Канье Уэстом после одновременного начала продаж 11 сентября их третьих альбомов: Curtis и Graduation.
В начале 2011 года Эминем подписал на лейбл новых артистов: группу Slaughterhouse и рэпера Yelawolf. Это второе дыхание лейбла — «Shady Records 2.0».
21 января 2014 года стало известно, что 50 Cent покинул лейблы Interscope, Aftermath, Shady и ушёл на Caroline, Capitol.
24 ноября 2014 года состоялся выпуск второй компиляции лейбла ShadyXV, включающая в себя 2 диска. На диске X содержатся новые треки, а на диске V лучшие, уже ранее выпущенные треки артистов лейбла.
В октябре 2017 года стало известно о том, что на лейбл будет подписан рэпер Westside Boogie. В январе 2019 года состоялся выпуск его дебютного альбома Everythings For Sale.
В августе 2018 года Yelawolf аннонсирует уход с лейбла. В 2019 году после выпуска альбома Trunk Muzik 3, который стал последним релизом на Shady Records, он покидает лейбл.
2 июля 2021 года на лейбл был подписан исполнитель Grip. 27 августа вышел его третий в целом и первый на Shady Records альбом I Died For This? (IDFT?), содержащий песню Walkthrough! при участии Эминема.

## Исполнители

### Нынешние
| Артист          | Год подписания | Альбомов на лейбле |
| --------------- | -------------- | ------------------ |
| Eminem          | Создатель      | 10                 |
| Westside Boogie | 2017           | 2                  |
| Grip            | 2021           | 1                  |
| Ez Mil          | 2023           | 1                  |

### Бывшие
| Артист             | Годы на лейбле | Альбомов на лейбле |
| ------------------ | -------------- | ------------------ |
| D12                | 2000—2018      | 2                  |
| Obie Trice         | 2001—2008      | 2                  |
| 50 Cent            | 2002—2014      | 5                  |
| DJ Green Lantern   | 2002—2005      | —                  |
| Stat Quo           | 2004—2008      | —                  |
| Bobby Creekwater   | 2005—2009      | —                  |
| Cashis             | 2006—2011      | 1                  |
| Bad Meets Evil     | 2011—2015      | 1                  |
| Slaughterhouse     | 2011—2018      | 1                  |
| Yelawolf           | 2011—2019      | 4                  |
| Griselda           | 2017—2020      | 1                  |
| Westside Gunn      | 2017—2020      | 1                  |
| Conway the Machine | 2017—2022      | 1                  |

## Связанные лейблы
- Aftermath Entertainment
- Interscope Records